# Shin So-yul
Shin So-yul (de nacimiento Kim Jung-min) es una actriz surcoreana. 

## Biografía
En marzo de 2018 se anunció que estaba saliendo con el actor musical Kim Ji-chul, en diciembre de 2019 la pareja anunció que se casarían.

## Carrera
Es miembro de la agencia "MOMENT Global".
Comenzó a actuar en el 2006, y ha participado con papeles de apoyo en películas y series tales como Hola Mi Amor, Jungle Fish 2, y Penny Pinchers. Pero su avance sería en 2012 con la serie de cable Respuesta 1997.
En 2013, recibió nominaciones por su actuación en la película de comedia romántica My PS Partner en los Baeksang Arts Awards, y los Grand Bell Awards, y se convirtió en una de los anfitriones del talk show Talk Club Actors. Desempeñó el papel principal en el diario drama Dulce Secreto (2014). En los últimos años llegó a ser reconocida por sus papeles de apoyo en varios dramas de televisión.
El 6 de marzo del 2019 se unió al elenco principal de la serie Big Issue, donde dio vida a Jang Hye-jung, una reportera y la jefa del equipo de noticias, hasta el final de la serie el 2 de mayo del mismo año.
El 11 de julio del 2020 se unió al elenco principal de la serie Train, donde dio vida a Lee Jung-min, una dura investigadora forense cuyo primer amor fue el detective Seo Do-won (Yoon Shi-yoon), a quien ahora lo ayuda en sus esfuerzos.

## Filmografía

### Series de televisión
| Año  | Título                                                  | Rol                                        | Red        | Ref.          |
| ---- | ------------------------------------------------------- | ------------------------------------------ | ---------- | ------------- |
| 2006 | Someday                                                 | amiga de Yoon-deok                         | OCN        |               |
| 2006 | Lovers                                                  | DO staff                                   | SBS        |               |
| 2007 | H.I.T                                                   | (invitada)                                 | MBC        |               |
| 2010 | Jungle Fish - Season 2                                  | Lee Ra-yi                                  | KBS2       |               |
| 2011 | Midas                                                   | Kwon Yi-ji                                 | SBS        |               |
| 2011 | Deep Rooted Tree                                        | Mok-ya                                     | SBS        |               |
| 2012 | Reply 1997                                              | Mo Yoo-jung                                | tvN        |               |
| 2012 | What Is Mom?                                            | Shin So-yul                                | MBC        |               |
| 2012 | My Lover, Madame Butterfly                              | (cameo)                                    | SBS        |               |
| 2012 | Cheongdam-dong Alice                                    | Choi Ah-jung                               | SBS        |               |
| 2013 | All About My Romance                                    | estudiante (cameo)                         | SBS        |               |
| 2013 | Ugly Alert                                              | Shin Joo-young                             | SBS        | [ 16 ]        |
| 2013 | Drama Special "Jin Jin"                                 | Jang Yoo-jin                               | KBS2       | [ 17 ]        |
| 2013 | Reply 1994                                              | Mo Yoo-jung (cameo)                        | tvN        |               |
| 2014 | Drama Special "Playing Games"                           | Yoo Jin-ah                                 | KBS2       |               |
| 2014 | Yoo-na's Street                                         | Han Da-young                               | jTBC       | [ 18 ]        |
| 2014 | Dodohara (Be Arrogant)                                  | Do Ra-hee                                  | SBS Plus   |               |
| 2014 | Sweet Secret                                            | Han Ah-reum                                | KBS2       |               |
| 2015 | The Big Dipper                                          | Shin So-yul                                | Naver      |               |
| 2015 | Mrs.Cop                                                 | Choi Nam-jin                               | SBS        | [ 19 ]        |
| 2015 | Six Flying Dragons                                      | Mok-ya                                     | SBS        | [ 20 ]        |
| 2016 | Justice Team                                            | Lee Bo-bae                                 | Naver      |               |
| 2016 | Yeah, That's How It Is                                  | Yoo So-hee                                 | SBS        | [ 21 ]        |
| 2017 | Black Knight: The Man Who Guards Me                     | Kim Young-mi                               | KBS2       | [ 22 ]        |
| 2018 | Should We Kiss First?                                   | An Hee-jin                                 | SBS        |               |
| 2019 | Big Issue                                               | Jang Hye-jung                              | SBS        |               |
| 2020 | Train                                                   | Lee Jung-min                               | OCN        |               |
| 2020 | SF8: White Crow                                         | Shin Ji-soo                                | MBC        |               |
| 2020 | Can’t Be Bothered to Date, But Don’t Want to be Lonely! | Paciente de Cha Kang-woo (ep. #1)          | MBC Every1 |               |
| 2022 | The Law Cafe                                            | Da-young                                   | KBS2       | [ 23 ]        |
| 2024 | Bitter Sweet Hell                                       | Oh Ji-eun                                  | MBC        | [ 24 ]        |
| 2024 | Good Partner                                            | Lee Seong-hee (aparición especial, ep. 15) | SBS        | [ 25 ] [ 26 ] |

### Cine
| Año  | Título                           | Papel                                                         |
| ---- | -------------------------------- | ------------------------------------------------------------- |
| 2007 | Sombras en el Palacio            | Subang gungnyeo ("sirvienta del palacio que hace el bordado") |
| 2007 | Mi Amor                          | Reportera                                                     |
| 2009 | El Pozo y el Péndulo             | Min-jung                                                      |
| 2009 | Hola Mi Amor                     | Lee Ha-na                                                     |
| 2010 | Los Amantes Del Desaparecido     | Min-jung                                                      |
| 2010 | El Proyecto De La Casa Embrujada | Ji-young                                                      |
| 2011 | Tacaños                          | Ha Kyung-joo                                                  |
| 2012 | My PS Partner                    | So-yeon                                                       |
| 2013 | Isla Privada                     | Na-na                                                         |
| 2014 | Gyeongju                         | Da-yeon                                                       |
| 2014 | El Real Sastre                   | Wol-hyang                                                     |
| 2015 | Un Violento Fiscal               | Ha-na                                                         |
| 2017 | The Merciless                    | Modelo del anuncio Osean Trading (cameo)                      |
| 2018 | On Your Wedding Day              | So-jung                                                       |
| 2020 | The Therapist: Fist of Tae-baek  | Bo Mi                                                         |

### Presentadora
| Año  | Título                      | Notas           |
| ---- | --------------------------- | --------------- |
| 2019 | Soribada Best K-Music Award | co-presentadora |